# Wrong Way Up
Wrong Way Up är ett rockalbum från 1990 av John Cale och Brian Eno. Albumet producerat av Cale & Eno och släpptes under etiketten All Saints Records.

## Låtlista
1. "Lay My Love" - 4:44
2. "One Word" - 4:34
3. "In the Backroom" - 4:02
4. "Empty Frame" - 4:26
5. "Cordoba" - 4:22
6. "Spinning Away" - 5:27
7. "Footsteps" - 3:13
8. "Been There, Done That" - 2:52
9. "Crime in the Desert" - 3:42
10. "The River" - 4:23

## Medverkande
- John Cale: sång, keyboard, bas, viola, strings, omnichord
- Brian Eno: sång, keyboard, slagverk, gitarr, bas
- Robert Ahwai: gitarr
- Nell Catchpole: fiol
- Rhett Davies: sång
- Daryl Johnson: bas
- Ronald Jones: slagverk
- Bruce Lampcov: sång
- Dave Young: gitarr, bas